# 1919 en Italie
Chronologie de l'Italie
- 1915
- 1916
- 1917
- 1918
- 1919
- 1920
- 1921
- 1922
- 1923

Cette page concerne l'année 1919 du calendrier grégorien.

## Événements

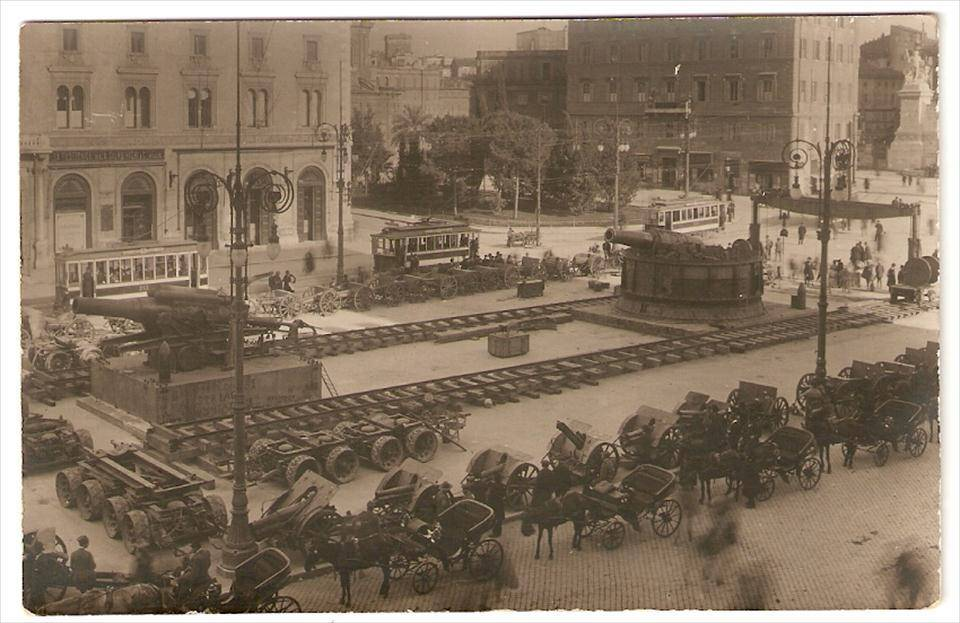
Exposition Piazza Venezia d'armes prises à l'armée autrichienne, du 5 au 12 janvier 1919.

- 7 janvier : création à Milan par Mario Carli de l'Association des arditi d'Italie, anciens membres des corps francs de l’armée italienne[1].
- 18 janvier :
  - ouverture de la conférence de la Paix de Paris. Vittorio Orlando représente l'Italie[2].
  - Un prêtre sicilien, Don Luigi Sturzo, fonde un parti catholique, le parti populaire italien, qui se déclare politique mais non confessionnel[3].

- 7 février : la délégation italienne à la conférence de Paris présente ses revendications en vertu du pacte de Londres de 1915 auxquelles s'ajoutent des revendications du Fiume et Spalato[4].
- 23 mars : fondation  Piazza San Sepolcro à Milan, des Faisceaux italiens de combat (Fasci Italiani di Combattimento)[5], par des Arditi, des interventionnistes de gauche, dont Benito Mussolini, des nationalistes et des futuristes[6]. Ces groupes paramilitaires formeront l'embryon du parti fasciste.
- 29 mars : débarquement de forces italiennes à Antalya, qui avancent vers Smyrne[7]. En vertu des accords de Saint-Jean-de-Maurienne, les Italiens revendiquent le sud-ouest de l’Anatolie en concurrence avec les Grecs.

- 14 avril : le président américain Wilson publie un mémorandum relatif à la frontière italo-yougoslave sans la Dalmatie, une partie de l'Istrie et un statut d'autonomie pour Fiume[4].
- 15 avril : attaque des fascistes contre les locaux du journal du Parti socialiste italien Avanti! à Milan[8].
- 19 avril : à la Conférence de la paix, le président du Conseil Orlando et le ministre des Affaires étrangères Sidney Sonnino demandent le Nord de la Dalmatie et l'archipel dalmate et que Fiume ait le droit de se déclarer italienne, invoquant les troubles qui éclateraient en Italie en cas de refus[9].
- 24 avril : affaire de Fiume. Face au refus de Wilson, Clemenceau et Lloyd George d’attribuer Fiume à l’Italie, le président du Conseil Orlando abandonne la Conférence de la paix et rentre à Rome. Sidney Sonnino part le 26 avril[9].

- Printemps : début d'une série de grèves sauvages dans les villes provoquées par la vie chère (biennio rosso). 316 grèves au mois de mai[10]. Des centaines de magasins et de dépôts de vivres sont pillés à Forlì en Romagne (30 juin), Milan (juillet) et Florence, où se constitue en août une république des Soviet qui dure trois jours[4],[11].

- 1er mai : premier numéro de L'Ordine Nuovo (it) « revue de culture socialiste » fondée  à Turin par Antonio Gramsci, Angelo Tasca et Palmiro Togliatti[12].
- 4 mai : agitation nationaliste ; une assemblée de 10 000 personnes vote par acclamation un ordre du jour annexionniste à Rome ; Gabriele D'Annunzio prononce un discours qui incite le peuple à ne pas accepter les conditions de l'armistice et des traités de paix et exige l'annexion de Fiume[13].
- 7 mai : une nouvelle délégation italienne part pour reprendre sa place aux négociations de Paris. Elle est autorisée à signer le traité de paix avec l’Allemagne le 28 juin[14].
- 29 mai : la délégation italienne de retour à la Conférence de Paris obtient un accord avantageux sur la Frontière entre l'Autriche et l'Italie[4].

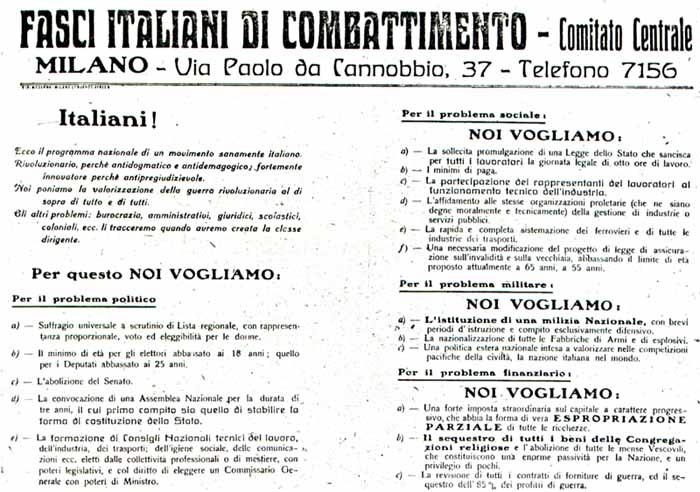
Manifeste des Fasci italiani di combattimento, publié dans Il Popolo d'Italia le 6 juin 1919.

- 6 juin : parution dans il Popolo d'Italia du premier programme du fascisme, le Sansepolcrismo, axé sur les réformes agricoles, administratives, fiscales et électorales (suffrage universel à 18 ans), inspirée par les principes énoncés par Benito Mussolini le 23 mars[5].
- 7 juin : grève générale à Naples par solidarité avec les métallurgistes en grève depuis plus de deux mois[10].
- 11 juin : grève générale des instituteurs italiens[11].
- 14-16 juin : premier congrès du Parti populaire italien à Bologne[15].
- 20 juin : ébranlé par des échecs diplomatiques, le président du Conseil Orlando tombe sur une question de procédure[2].
- 23 juin : Francesco Saverio Nitti tente de former un gouvernement exprimant la communauté nationale. Il réintroduit la représentation proportionnelle, maintient le prix politique du pain, envisage de nationaliser le commerce de certains produits de première nécessité (sucre, café, charbon, pétrole), fonde la garde royale pour le maintien de l’ordre tout en adoptant face aux grèves une attitude tolérante. À l’extérieur, il refuse de participer à une expédition franco-anglaise contre la Russie soviétique, abandonne le projet d’une expédition militaire au Caucase et condamne l’action de D’Annunzio à Fiume[16].

- Juillet : dans le Latium, en Sardaigne, en Sicile et dans le Sud puis dans la vallée du Pô, les paysans revenus du front occupent, drapeau rouge en tête, les terres des latifundia. Le 2 septembre, le gouvernement Nitti autorise l’occupation des terres en échange de garanties de mise en culture[17]. Fermiers et braccianti (journaliers) s’organisent en coopératives et en syndicats pour négocier leurs salaires. Le parti populaire italien de don Sturzo prend en charge les nouveaux groupements. La superficie des terres « occupées » ne dépasse pas 180 000 ha, mais cela suffit pour que les agrariens mettent en place des milices privées pour récupérer leurs terres.

- 17 juillet : loi qui aboli l'autorisation maritale pour l'administration des biens des femmes mariées[18].
- 20-21 juillet : Les socialistes organisent une grève générale internationale pour défendre les républiques socialistes qui ont émergé en Russie et en Hongrie contre l'agression militaire des puissances victorieuses de la première guerre mondiale[19].
- 29 juillet : accord secret entre la Grèce et l’Italie. l’Italie soutient les revendications grecques sur la Thrace orientale et en Épire du Nord en échange de l’appui grec à ses visées sur l’Albanie et Valona[20].

- 2 septembre : le décret Visocchi encadre les autorisations préfectorales d'occupations de domaines en échange de la mise en culture des terres[17].
- 10 septembre : l’Italie annexe le Trentin, la Vénétie julienne et le Haut-Adige au traité de Saint-Germain-en-Laye. La frontière est reportée au nord au col du Brenner. L’Istrie orientale, la Dalmatie et Fiume, promises en 1915, ne sont pas accordées à l’Italie[2].

Les habitants de Fiume acclament D'Annunzio et les participants à la marche sur la ville.

- 11 - 12 septembre : Gabriele D'Annunzio, à la tête d’un corps expéditionnaire de légionnaires (20 000 hommes), entre dans Fiume et proclame son rattachement à l’Italie[2].
- 13 septembre : L'Ordine Nuovo (it) annonce l'élection des premiers conseils d'usine par les ouvriers métallurgistes de la Fiat à Turin[21].
- 30 septembre : décret royal prononçant la dissolution de la Chambre et fixant les élections au 16 novembre[22].

- 2 octobre : décret royal créant la Garde royale pour la sécurité publique (Regia guardia per la pubblica sicurezza (it)), force de police équivalente à la Gendarmerie française. Elle est chargée du maintien de l'ordre et est compétente sur l'ensemble du territoire italien. Elle compte 40 000 hommes en 1922[23].
- 5-8 octobre :  du 16e congrès socialiste italien à Bologne ; le parti, qui compte 200 000 adhérents, décide d’adhérer à la IIIe Internationale[24].
- 23-25 octobre : premier congrès des Faisceaux de combat à Florence ; Mussolini se prononce en faveur de la participation aux élections et de l’alliance avec les groupes interventionnistes de gauche en opposition avec Michele Bianchi[25].

- 16 novembre : élections législatives[26]. Elles se déroulent pour la première fois au suffrage universel et à la proportionnelle. Les socialistes (156 députés sur 508) et les « populaires » (catholiques, 100 députés) obtiennent un succès considérable[1]. Mussolini, candidat à Milan, n’obtient que 1 064 voix. Entre-temps, le pays est secoué par une vague de grèves (biennio rosso, 1919-1920).
- 1er décembre : début de la XXVe législature du royaume d'Italie[26].
- 21 décembre : après avoir tenté en vain de se faire plébisciter par la population de Fiume, Gabriele D'Annunzio ne répond pas à un ultimatum du général Badoglio et rompt les négociations avec le gouvernement italien[27].

## Économie
- Crise industrielle de reconversion. L’État répond par l’emprunt, l’augmentation des impôts et l’inflation. Les difficultés économiques et financières se traduisent sur le plan social par une révolte prolétarienne extrêmement dure (biennio rosso) qui débouche sur un mouvement de réaction des classes possédantes qui s’appuient sur le fascisme pour se défendre[28].
- 40 % des importations proviennent des États-Unis. Les prêts des États-Unis atteignent 1,5 milliard de dollars en 1919. La balance commerciale enregistre 10,5 milliards de lire de déficit, du principalement aux importations de produits alimentaires : la production de blé a baissé entre 1913 et 1919 de 52 millions de quintaux à 46 millions (28 millions en 1920), celle de maïs de 25 à 22 millions, celle de betteraves à sucre diminue de moitié[29].

## Naissance en 1919
- 4 juillet : Agenore Incrocci (Agilberto Incrocci), scénariste. († 15 novembre 2005)
- 28 septembre : Libero Cecchini, architecte . († 20 avril 2020)
- 21 octobre : Armando Francioli, acteur. († 6 avril 2020)
- 16 décembre : Furio Scarpelli, scénariste. († 28 avril 2010)

## Décès en 1919
- 28 février : Enrico Cavalli, 69 ans, peintre postimpressionniste. (° 5 novembre 1849).
- 21 juin : Cesare Tallone, 65 ans, peintre, connu pour ses portraits et ses sujets religieux. (° 26 août 1853)